# Gagnières
 Gagnières  es una población y comuna francesa, en la región de Languedoc-Rosellón, departamento de Gard, en el distrito de Alès y cantón de Bessèges.

## Demografía
| 1263 | 1194 | 1045 | 920 | 878 | 919 |
| Para los censos de 1962 a 1999 la población legal corresponde a la población sin duplicidades (Fuente: INSEE [Consultar]) |      |      |     |     |     |